# Yves Herbet
Yves Herbet (Villers-Cotterêts, 17 augustus 1945 – 28 juni 2024) was een Frans voetbaltrainer en voetballer.

## Carrière
Herbet werd midden jaren 60 beschouwd als een groot talent van het Franse voetbal. Hij speelde tijdens z'n spelerscarrière bij één buitenlandse ploeg: het Belgische RSC Anderlecht (1968-1969). Hij kwam zestien keer uit voor het Frans voetbalelftal, waarbij hij één keer scoorde. Hij nam deel aan het WK 1966.
Herbert overleed in juni 2024 op 78-jarige leeftijd.

## Palmares als speler
- Finalist Coupe de France in 1965 met CS Sedan

## Palmares als trainer
- Vice-landskampioen Marokko in 2001 met FUS de Rabat

## Individuele onderscheidingen
- Winnaar Concours du jeune footballeur in 1962